# Jan Mergelkamp
Johannes Petrus Maria (Jan) Mergelkamp (Rotterdam, 2 februari 1869 – Berlijn, 9 april 1934) was een Duitse bariton/bas van Nederlandse komaf.
Hij was zoon van smid Albertus Mergelkamp en Doortje Bout.
Hij kreeg zijn opleiding in Rotterdam en Den Haag (Arnold Spoel). Hij zong vervolgens enkele keren in opera's van Richard Wagner onder leiding van Henri Viotta. In 1900 vertrok hij naar Frankfurt am Main (Stockhausen). In 1902 nam hij nog  lessen bij Felix Mottl in Bayreuth. Er volgde een hele rij Duitse steden met operagezelschappen: Breslau (1901-1902), Karlsruhe (1902-1903), Leipzig (1903-1908), Koningsbergen (1908-1913), Riga (1912-1914) en Stettin (1914-1931). Slechts af en toe trad hij ook in Nederland op. Hij bleef gespecialiseerd in de opera's van Richard Wagner.
In 1931 beëindigde hij zijn actieve zangersloopbaan en vertrok naar Berlijn. Hij overleed in 1934 als gevolg van een beroerte.
- Gemeinsame Normdatei: 1036150003
- International Standard Name Identifier: 0000 0004 1003 3850
- Virtual International Authority File: 304429311
- WorldCat: E39PBJxGWXHVF79QcxBB4D7JXd